# Організація молоді Атомпрофспілки
Організа́ція мо́лоді Атомпрофспі́лки (скорочено ОМА) - об’єднання працюючої в атомній енергетиці та промисловості України профспілкової молоді з метою вирішення питань, що представляють спільний інтерес.
На 2019 рік ОМА об'єднує близько 13 тисяч молодих працівників (віком до 35 років включно) з 17 організацій молоді первинних профспілкових організацій (ППО) та об'єднаних організацій профспілок (ООП) підприємств атомної енергетики, науки та промисловості України.

## Завдання організації
Завданнями ОМА та її організаційних ланок є створення таких виробничих, трудових, соціально-економічних та психологічних умов, що сприяють професійному становленню молодих працівників, підвищенню їх кваліфікації, всебічному розкриттю інтелектуального і духовного потенціалу молоді на користь розвитку атомної енергетики та промисловості України.
Для виконання визначених завдань ОМА та її організаційні ланки здійснюють свою діяльність за такими основними напрямами:  
- захист трудових та соціально-економічний прав;
- профспілкове навчання;
- виробнича діяльність;
- шефська робота;
- зв'язки з громадськістю;
- організація відпочинку та дозвілля.

## Історія
У березні 1994 року відбулась установча конференція секції «Молодь» у Профспілці працівників атомної енергетики та промисловості України (далі - Атомпрофспілці). На конференції було прийнято «Положення про секцію «Молодь», в якому встановлено основні цілі та завдання цієї самоврядної структури профспілки. У зв'язку із складним фінансовим станом підприємств атомної енергетики на той час не вдалося надати цьому молодіжному руху масового характеру. Виходячи з цього, 15 лютого 2000 року Президія Центрального комітету (ЦК) профспілки за ініціативи її голови Олександра Юркіна прийняла Постанову про активізацію роботи секції «Молодь». Було прийнято рішення на основі ініціативних груп створити розгалужену та дійову організацію молоді по аналогії до профспілкової.
На виконання цього рішення 21 квітня 2000 року відбулася установча конференція молоді атомної енергетики та промисловості. На конференції секція «Молодь» була реорганізована в Спілку молоді Атомпрофспілки. Конференція обрала головою організації Андрія Кісельова (на той час - голову Ради молоді ЧАЕС), затвердила Положення про Спілку молоді. В той же час у штатному розписі апарату ЦК профспілки було введено посаду секретаря Спілки молоді, на яку було призначено Олександра Паляницю. По ходу виконання рішень конференції були сформовані Вища рада та Правління Спілки молоді, відбулися установчі конференції на усіх АЕС, на СхідГЗК, у ННЦ ХФТІ та у великих територіальних організаціях.
На IX Пленумі ЦК Атомпрофспілки 25.05.2001 була прийнята Концепція ЦК з питань молодіжної політики. Відтоді Спілці молоді було дано право самостійно, рішенням свого з’їзду, обирати делегатів на з’їзд профспілки та членів ЦК від молодіжної організації.
І-й з’їзд Спілки молоді Атомпрофспілки відбувся 25 квітня 2002 року. Він обрав головою Спілки молоді Атомпрофспілки Павла Пруднікова. Рішенням Президії ЦК профспілки від 23.10.02 представники Спілки молоді буди включені до складу усіх комісій з розробки та підготовки колективних договорів, схвалено типовий проект розділу до колдоговорів з питань соціально-економічного захисту молоді.
Загальними щорічними заходами Спілки молоді Атомпрофспілки були визначені: 
- зліт (з 2001 по 2005 рік);
- форум молодих атомників (з 2006 року);
- спартакіада (з 15.07.2001);
- навчання молодіжного профактиву;
- галузеві конкурси проф. майстерності;
- огляд-конкурс на найкращу організацію молоді (з 2003 по 2007 рік).

14.03.2003 конференція трудового колективу НАЕК Энергоатом внесла до колдоговору компанії новий розділ «Робота з молоддю».
На III Пленумі ЦК Атомпрофспілки 20.05.2003 було затверджене Типове положення про Раду молоді Атомпрофспілки, яке дозволяло уніфікувати структуру та діяльність молодіжних організацій, що входили до Спілки молоді Атомпрофспілки.
ІІ-й з’їзд Спілки молоді Атомпрофспілки, що відбувся 23 квітня 2004 року, переобрав головою Спілки молоді Атомпрофспілки Павла Пруднікова та затвердив Програму дій та розвитку Спілки молоді Атомпрофспілки на 2004-07 рр. З грудня 2004 року виконуючим обов'язки голови Спілки молоді Атомпрофспілки почав виконувати Сергій Голота. Того ж року ННЦ ХФТІ перейшов до складу Національної академії наук України, внаслідок чого колектив перейшов з Атомпрофспілки до Профспілки працівників НАН України.
У травні 2005 року в м. Південноукраїнськ відбувся перший конкурс КВН серед організацій молоді Атомпрофспілки, який став щорічним заходом. Також щорічним заходом став турнір «Силачі Атомпрофспілки», що був окремою дисципліною під час спартакіад Спілки молоді 2005-2006 років.
III-й з’їзд Спілки молоді Атомпрофспілки відбувся 21 квітня 2007 року. Він затвердив перетворення Спілки молоді Атомпрофспілки у Організацію молоді Атомпрофспілки, Вищу раду – у Центральну раду, обрав головою Організації молоді Атомпрофспілки Сергія Голоту на наступний термін та затвердив нове Положення про Організацію молоді Атомпрофспілки. У ці дні також було створено Раду молоді ППО Энергоатом.
IV-й з’їзд Організації молоді Атомпрофспілки відбувся 18 квітня 2010 року. Він затвердив зміни до положення про організацію, та знов обрав головою Організації молоді Атомпрофспілки Сергія Голоту на наступний термін.
V-й з’їзд Організації молоді Атомпрофспілки відбувся 24 лютого 2012 року. На цьому з’їзді було обрано нового голову організації – Павла Олещука та затверджено Стратегію розвитку Організації молоді Атомпрофспілки на період 2012-2017 рр., яка визначила подальші пріоритетні цілі організації:
- створення сучасної інформаційної політики;
- різнобічне навчання та особистий розвиток членів;
- укріплення іміджу організації;
- втілення сучасної системи управління;
- глобальне лідерство у профспілковому русі.

VI-й з’їзд Організації молоді Атомпрофспілки відбувся 24 лютого 2017 року. На цьому з’їзді було переобрано керманичем організації Павла Олещука головою на новий термін, внесені зміни до положення про організацію, та затверджено Програму дій Організації молоді Атомпрофспілки на період 2017-2022 роки.
У 2014 році, внаслідок анексії Криму Російською Федерацією, призупинила діяльність молодіжна організація Севастопольського національного інституту ядерної енергії та промисловості.
На даний час ОМА включає в себе 17 організацій молоді первинних та об'єднаних профспілкових організацій Атомпрофспілки. Членами ОМА можна вважати бл. 15 тис осіб, що складає більше 90% від загальної кількості членів Атомпрофспілки віком до 35 років включно.

## Структура
ОМА діє у складі Атомпрофспілки і повторює її організаційну структуру.
Вищим органом Організації молоді Атомпрофспілки є з'їзд, що проводиться один раз на п'ять років.
З'їзд ОМА обирає голову організації, його заступників та членів Центральної ради ОМА.
Центральна рада ОМА у період між з'їздами є постійнодіючим органом керівництва організації, збирається зазвичай двічі на рік для виконання рішень з'їздів та вирішення поточних питань з організації заходів. У склад Центральної ради ОМА перш за все входять керівники молодіжних організацій первинних профспілкових організацій та об'єднаних організацій профспілок Атомпрофспілки.
На рівні молодіжної організації первинної профспілкової організації чи об'єднаної організації профспілок вищим органом управляння організації є конференція.
Конференція обирає голову організації молоді, його заступників та членів Ради організації молоді даного підприємства чи організації.
Рада організації молоді є постійнодіючим керівним виборним органом організації молоді підприємства чи організації.

## Членські організації
Перелік організацій молоді, які безпосередньо підпорядковані Центральній раді Організації молоді Атомпрофспілки (2015 рік):
1. Організація молоді ППО Запорізької АЕС;
2. Організація молоді ППО Рівненської АЕС;
3. Організація молоді Южноукраїнської ООП;
4. Організація молоді ППО Хмельницької АЕС;
5. Організація молоді ППО Чорнобильської АЕС;
6. Організація молоді Східної ООП;
7. Організація молоді Дніпродзержинської ООП;
8. Організація молоді Чорнобильської ООП;
9. Організація молоді Енергодарської ООП;
10. Організація молоді ППО ПАТ "Київенергопроект";
11. Організація молоді ППО ВП «Атомремонтсервіс»;
12. Організація молоді ППО ДЗ СМСЧ №4;
13. Організація молоді ППО ДНТЦ ЯРБ;
14. Організація молоді ППО працівників Дирекції ДП НАЕК «Енергоатом»;
15. Організація молоді ППО ДП "Управління із забезпечення функціонування об'єктів ЧАЕС";
16. Організація молоді ППО ВП "Аварійно-технчний центр ДП НАЕК «Енергоатом»;
17. Організація молоді ППО Нетішінського професійного ліцею.